# Liste de ponts de l'Yonne
Liste de ponts de l'Yonne, non exhaustive, représentant les édifices présents et/ou historiques dans le département de l'Yonne, en France.

## Ponts de longueur supérieure à 100 m

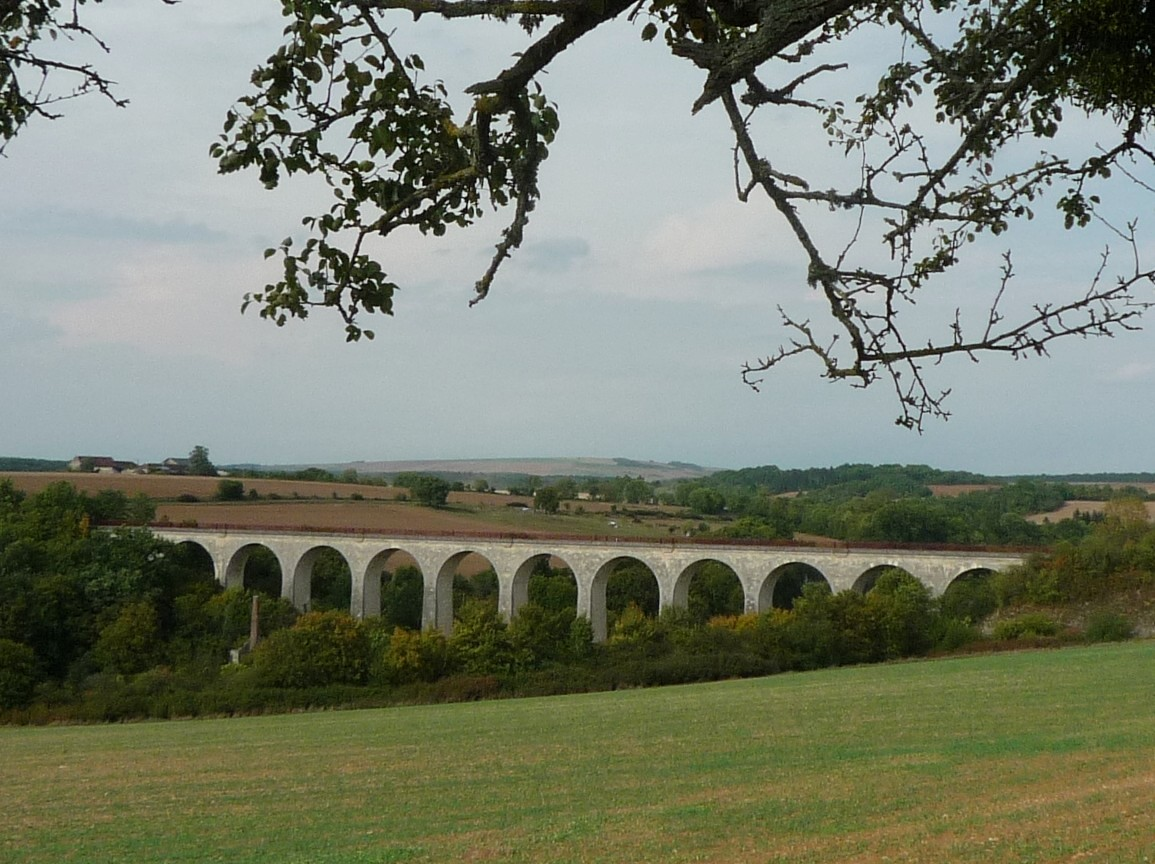
Le viaduc de Druyes-les-Belles-Fontaines.

Les ouvrages de longueur totale supérieure à 100 m du département de l’Yonne sont classés ci-après par gestionnaires de voies.

### Ponts ferroviaires
- Viaduc de Druyes-les-Belles-Fontaines (183 m) sur l'ancienne ligne de Triguères à Surgy

## Ponts présentant un intérêt architectural ou historique
Les ponts de l’Yonne inscrits à l’inventaire national des monuments historiques sont recensés ci-après.
- Pont - Accolay - XIXe siècle
- Pont routier - Annay-sur-Serein - XVIIe siècle
- Pont - Arcy-sur-Cure - XVIIIe siècle
- Pont - Bazarnes - XIXe siècle
- Pont - Bessy-sur-Cure - XIXe siècle
- Pont - Cravant - XVIIIe siècle
- Pont routier - Grimault - XIXe siècle
- Pont - Guillon - XVIIIe siècle
- Pont - Mailly-la-Ville - XIXe siècle
- Pont - Massangis - XIXe siècle
- Pont de pierre - Monéteau - Perrigny
- Pont sur le Serein - Montréal - XVIIIe siècle
- Pont routier - Noyers - XIXe siècle
- Pont sur la Cure - Pierre-Perthuis
- Pont de Pimelles - Pimelles - XVIIIe siècle
- Pont routier - Poilly-sur-Serein - XIXe siècle
- Vieux Pont - Pont-sur-Yonne - XVIIe siècle
- Pont - Prégilbert - XIXe siècle
- Pont-canal de Saint-Florentin - Saint-Florentin - XIXe siècle
- Pont routier - Sainte-Vertu - XVIIIe siècle
- Pont - Trévilly - XVIIIe siècle
- Pont - Vermenton - XIIIe siècle

## Sources
Base de données Mérimée du Ministère de la Culture et de la Communication.